# Mexico in de Tweede Wereldoorlog
Mexico was in de Tweede Wereldoorlog aanvankelijk neutraal, maar sloot zich in 1942 aan bij de geallieerden.

## Voorgeschiedenis
Mexico had vanaf 1910 een revolutie meegemaakt die ontstaan was als verzet tegen dictator Porfirio Díaz en culmineerde in de proclamatie van een nieuwe grondwet in 1917. Nadat het revolutionaire animo rond 1930 was gedaald, trad in 1934 de hervormingsgezinde en charismatische president Lázaro Cárdenas aan, die veel van de niet nagekomen beloftes alsnog werkelijkheid wilde laten worden en een van de populairste presidenten van Mexico zou worden. Cárdenas gaf zijn goedkeuring aan stakingen en deelde land uit aan landloze boeren. Cárdenas hervormde de regerende Partij van de Mexicaanse Revolutie (PRM), en gaf het een corporatistisch karakter, verdeeld in boeren-, arbeiders-, volks- en aanvankelijk ook militaire belangengroepen.

### Nationalisatie van de aardolie
In een conflict over loon en arbeidsvoorwaarden tussen Mexicaanse arbeiders en buitenlandse oliemaatschappijen stelde het Hooggerechtshof de arbeiders in het gelijk. De oliemaatschappijen weigerden hieraan te voldoen. Cárdenas bood aan te onderhandelen, en verklaarde een einde te zullen maken aan de stakingen indien de oliemaatschappijen 26 miljoen peso in achterstallig loon zouden betalen. De oliemaatschappijen gaven echter aan Cárdenas niet te vertrouwen, waarna Cárdenas op 18 maart 1938 overging tot nationalisatie van de aardolie, zoals al voorgeschreven was in de grondwet van 1917.
Voor veel Mexicanen was de nationalisatie van de olie-industrie het hoogtepunt van Cárdenas' regering en de bekroning op de revolutie, maar internationale regeringen waren minder te spreken over Cárdenas' daad. Het Verenigd Koninkrijk en Nederland verbraken de diplomatieke betrekkingen met Mexico. Ook in de Verenigde Staten gingen stemmen op om de banden met Mexico te verbreken, en sommige oliebazen lobbyden zelfs voor een invasie in Mexico of het verlenen aan steun voor Saturnino Cedillo, die wegens de nationalisatie in opstand was gekomen, maar president Franklin D. Roosevelt besloot gezien de politieke situatie in Europa het conflict niet op de spits te drijven. Wanneer in Europa een oorlog zou uitbreken zou de olietoevoer uit het Midden-Oosten vrijwel zeker in gevaar komen, zodat de Verenigde Staten aangewezen zouden zijn op Mexicaanse olie. Bovendien zou een boycot tegen Mexico ertoe leiden dat nazi-Duitsland, Italië en Japan de belangrijkste afnemers zouden worden van Mexicaanse olie, wat inderdaad gebeurde. Na onderhandelingen kwamen Roosevelt en Cárdenas in 1940 een schadevergoeding overeen.

### Fascistische en nationaalsocialistische bewegingen in Mexico
Cárdenas voorganger was Plutarco Elías Calles. Hij was president van 1924 tot 1928 maar wist als 'opperste leider' (jefe máximo) achter de schermen ook de presidenten Emilio Portes Gil (1928-1930), Pascual Ortiz Rubio (1930-1932) en Abelardo L. Rodríguez (1932-1934) te controleren, in een periode die het maximato wordt genoemd. Tijdens dit maximato vond een aanzienlijke verrechtsing plaats, en Calles kwam dan ook in conflict met Cárdenas wegens diens socialistische beleid en zijn steun aan de vakbonden. Dit leidde ertoe dat Calles een natuurlijke beschermheer werd van fascistische en extreemrechtse groepen. De voornaamste was de Revolutionaire Mexicanistische Actie, beter bekend als de goudhemden. Deze werden geleid door de voormalige revolutionair Nicolás Rodríguez Carrasco, en was sterk antisemitisch, anticommunistisch en antichinees. Ook Calles zelf kwam steeds meer in fascistisch vaarwater terecht. Toen hij in 1936 uiteindelijk in opdracht van Cárdenas werd gearresteerd en gedeporteerd naar de Verenigde Staten, troffen de soldaten die hem kwamen arresteren hem al lezende in Mein Kampf aan.
Behalve de goudhemden bestonden er nog meerdere fascistische en nationaalsocialistische bewegingen en partijtjes, doch deze konden geen invloed van betekenis krijgen in de Mexicaanse politiek. De opvallendste was wellicht de Nationale Partij van Openbare Veiligheid (PNSP), waarvan de leden herhaaldelijk geweldsmisdrijven tegen de Mexicaanse Joden begingen.
Van een heel andere orde was de Nationaal Synarchistische Unie (UNS). De synarchisten waren de ideologische opvolgers van de cristero's, radicale katholieken die in de jaren 20 een opstand voerden tegen het antiklerikale karakter van de Mexicaanse regering. De UNS werd opgericht in 1937 door José Antonio Urquiza, en liet zich inspireren door de encycliek Rerum Novarum maar ook door de klerikaal fascistische bewegingen in Europa, in het bijzonder de falangisten in Spanje. Na zijn overwinning in de Spaanse Burgeroorlog steunde de Spaanse dictator Francisco Franco de synarchisten financieel en logistiek. Hoewel niet alle synarchisten zonder meer fascisten waren, verzetten zij zich wel tegen het liberalisme, het socialisme en de democratie, en waren de meesten van hun leiders, waaronder Salvador Abascal, uitgesproken antisemitisch.
Hoewel het fascisme en nationaalsocialisme in Mexico nooit een groot deel van de bevolking wist te overtuigen, in tegenstelling tot bijvoorbeeld in Argentinië en Chili, waren er desalniettemin verschillende prominenten van uiteenlopende politieke overtuiging die zich positief uitspraken over Adolf Hitler of Benito Mussolini, waaronder de dichter Salvador Novo, de schilder Dr. Atl, generaal Joaquín Amaro, de journalist José Pages Llergo en vooral de filosoof José Vasconcelos, die in 1940 een pro-Duits tijdschrift oprichtte. Veel conservatieven, waaronder de krant El Universal, zagen in Hitler een potentiële beschutting tegen het communisme, terwijl sommige revolutionairen in de oorlog van Hitler en Mussolini een 'anti-imperialistische oorlog' zagen. De overheersende houding onder de Mexicaanse bevolking na het uitbreken van de oorlog was er een van apathie, men vond dat het simpelweg Mexico's oorlog niet was.

### Buitenlandse politiek
Het postrevolutionaire Mexico hanteerde de Estradadoctrine als beginsel in de buitenlandse politiek, waarin de Mexicaanse regering beloofde elke buitenlandse regering te erkennen, ongeacht de manier waarop deze aan de macht was gekomen. De achterliggende gedachte hiervan was dat men van mening was dat geen enkel land het recht heeft te oordelen over het politiek systeem van een ander land, diplomatieke erkenning weerhouden van een de facto-regering zou een ongeoorloofde inbreuk betekenen op de soevereiniteit. Hoewel dit beginsel pas in 1930 voor het eerst bij naam werd genoemd, kan het ook al teruggevonden worden in de woorden van de 19e-eeuwse staatsman Benito Juárez, "Zowel tussen mensen als tussen naties is respect voor het recht van de ander vrede."

#### Mexico en de Spaanse Burgeroorlog
De Mexicaanse regering week van haar gebruikelijke principe van non-interventie af bij de Spaanse Burgeroorlog. Mexico voelde zich zeer betrokken bij het lot van de Tweede Spaanse Republiek, die zij met zowel wapenen als geld steunde in haar strijd tegen de nationalisten van Franco. Mexico was hiermee het enige land naast de Sovjet-Unie dat openlijk partij koos voor de republikeinen. Ook vochten er enkele honderden Mexicanen in de Internationale Brigades.
Na de overwinning van de nationalisten weigerde Mexico de regering van Franco te erkennen, en beschouwde het de republikeinse regering in ballingschap als de legitieme regering van Spanje. Veel prominente Spaanse intellectuelen ontvluchtten de Francodictatuur naar Mexico, en het land voorzag ook opvang voor enkele honderden Spaanse oorlogswezen.

#### Mexico en de asmogendheden
Mexico voerde als een van de weinige landen een consistente anti-aspolitiek. Naast haar steun aan de Spaanse republikeinen veroordeelde Mexico in felle bewoordingen de Italiaanse agressie tegen Abessinië, de Japanse agressie tegen China, de ontmanteling van Tsjecho-Slowakije. Mexico was het enige land dat een officieel protest liet uitvaardigen bij de Volkenbond tegen de Anschluss van Oostenrijk door nazi-Duitsland en het land ving enkele duizenden Joden die Duitsland waren ontvlucht op.
Op 3 oktober 1939 tekenden de regeringen van 21 Amerikaanse staten, waaronder Mexico en de Verenigde Staten, de verklaring van Panama. Deze voorzag in een veiligheidsgordel van 300 tot 1000 zeemijl rond het Amerikaanse continent; de oorlogvoerende machten werd verzocht deze te respecteren.
Desalniettemin verklaarde Mexico zich na de uitbraak van de Tweede Wereldoorlog in 1939 neutraal. Wel schortte het in 1940 de handelsbetrekkingen met Duitsland op. Na de aanval op Pearl Harbor in december 1941 verbrak Mexico alle diplomatieke betrekkingen met Japan, Duitsland en Italië. De Mexicaanse regering verleende schepen van alle landen van het Amerikaanse continent toegang tot haar havens, inclusief oorlogsschepen, terwijl het schepen van de asmogendheden in beslag nam en de betrekkingen met het Verenigd Koninkrijk werden hersteld.

#### Mexico en de Sovjet-Unie
Mexico was in 1925 het eerste land dat de Sovjet-Unie erkende, en de beide landen voelden zich enigszins verbonden vanwege het feit dat zowel in Mexico als in de Sovjet-Unie recentelijk een revolutie had plaatsgevonden. Desalniettemin verslechterden de betrekkingen in 1930, en na een grote staking werd de Communistische Partij van Mexico (PCM) dat jaar verboden. Cárdenas hief het verbod op in 1935. De Communistische Partij volgde, op advies van Vicente Lombardo Toledano (hoewel hij geen partijlid was, was hij wel de invloedrijkste communist van het land), het Volksfrontsprincipe zoals dat werd voorgesteld door de Comintern, waarin communistische partijen wereldwijd werd opgeroepen samen te werken met elke partij die maar wilde om zo het fascisme tegen te kunnen houden. Cárdenas maakte dankbaar gebruik van de communistische steun, en de communistische vakbond steunde actief Cárdenas' beleid. Desalniettemin was er zowel in de PCM als in Cárdenas PRM geen algemene tevredenheid over de samenwerking tussen de communisten en de Mexicaanse regering, en de PCM werd sowieso verscheurd door interne twisten. Deze escaleerden toen Leon Trotski in 1938 op uitnodiging van Cárdenas zijn toevlucht zocht in Mexico, wat leidde tot een waan van paranoia binnen de Communistische Partij. Trotski werd opgevangen door het schilderskoppel Diego Rivera en Frida Kahlo, die vervolgens uit de PCM worden gezet, waarna een partijzuivering volgde.

### Verkiezingen van 1940
Lange tijd ging men ervan uit dat Cárdenas de als links bekendstaande Francisco J. Múgica naar voren zou schuiven als presidentskandidaat voor de PRM, en men ging er dan ook van uit dat Múgica het beleid van Cárdenas voort zou zetten. Om echter de steun van de rechtervleugel van de partij niet te verliezen en om te voorkomen dat de Mexicaanse kiezers Múgica als te radicaal zouden zien en daarom op de oppositie zouden stemmen werd uiteindelijk de gematigde Manuel Ávila Camacho PRM-presidentskandidaat voor de verkiezingen van 1940. Ávila Camacho nam het op tegen Juan Andrew Almazán, die een bonte coalitie van oppositiepartijen aanvoerde. Almazán werd gezien als de kandidaat van rechts, en kreeg vooral steun onder zakenlieden en katholieken; zijn aanhang concentreerde zich in het noorden en in de grote steden. Op de verkiezingsdag werd duidelijk dat de PRM op grote schaal fraudeerde; volgens de officiële uitslag had Ávila Camacho gewonnen met 93,90% van de stemmen tegen 5,73% voor Almazán. Ongeveer 150 Mexicanen verloren het leven bij het verkiezingsgeweld. Almazán beraamde een opstand, en polste de Amerikaanse regering of deze hem steun zou willen verlenen. President Roosevelt verklaarde echter Ávila Camacho te zullen erkennen en, bevreesd over vermeende banden van Almazán met Mexicaanse en Amerikaanse fascisten, Mexico militair bij te zullen staan bij een eventuele Almazanistische opstand. Hierna besloot Almazán zijn opstand af te blazen en ontvluchtte het land.

## Oorlogsdeelname

### Aanvalsplannen van de as
Sommige Japanse aanvalsplannen voorzagen in een invasie van Noord-Amerika, waarin Neder-Californië een van de landingsplekken was. Ook werd een bezetting van de Revillagigedo-eilanden geopperd, om vanaf die eilanden het Noord-Amerikaanse vasteland per vliegtuig te kunnen bereiken. De verdediging Neder-Californië en de landengte van Tehuantepec werd uit angst voor een Japanse invasie door de Mexicaanse regering versterkt. Uitvoering van deze plannen is wegens de loop van de oorlog in de grote oceaan echter nooit een serieuze optie geweest. Enkele van de Japanse vuurballonnen die naar de westkust van Noord-Amerika werden gestuurd kwamen in Mexico terecht; er zijn echter geen doden of gewonden door gevallen.
Van december 1941 tot juli 1942 ondernam nazi-Duitsland Operatie Paukenslag, een U-boot-campagne tegen de Verenigde Staten in de westelijke Atlantische Oceaan en de Golf van Mexico. Deze was onder andere gericht op het verstoren van de olie-toevoer van de Verenigde Staten, en het tot zinken brengen van Mexicaanse olietankers was dan ook een uitdrukkelijk doel van deze actie.

### Oorlogsverklaring
| Mexicaanse schepen gezonken door Duitse U-Boten in 1942 | Mexicaanse schepen gezonken door Duitse U-Boten in 1942 | Mexicaanse schepen gezonken door Duitse U-Boten in 1942 |
| Datum                                                   | Schip                                                   | Locatie                                                 |
| ------------------------------------------------------- | ------------------------------------------------------- | ------------------------------------------------------- |
| 13 mei                                                  | Potrero del Llano                                       | Straat Florida nabij Key Largo                          |
| 20 mei                                                  | Faja de Oro                                             | Golf van Mexico ten NW van Cuba                         |
| 26 juni                                                 | Tuxpan                                                  | Golf van Mexico voor de kust van Veracruz               |
| 27 juni                                                 | Las Choapas                                             | Golf van Mexico voor de kust van Veracruz               |
| 27 juli                                                 | Oaxaca                                                  | Golf van Mexico voor de kust van Texas                  |
| 4 september                                             | Amatlán                                                 | Golf van Mexico voor de kust van Tamaulipas             |

Op 13 mei werd in de zeestraat tussen Florida en Cuba de olietanker Potrero del Llano getorpedeerd. De boot zonk niet maar raakte zodanig beschadigd dat ze niet meer bruikbaar was. Veertien matrozen kwamen bij deze aanval om het leven. Zeven dagen later werd de Faja de Oro aangevallen. Negen bemanningsleden waaronder de kapitein kwamen om het leven en het schip zonk. Mexico diende via haar ambassade in Zweden een protest in bij de Duitse regering, die haar echter weigerde te ontvangen. Op 22 mei verklaarde president Ávila Camacho vervolgens de oorlog aan Duitsland, Italië en Japan.
In Mexico woonachtige Duitsers werden geïnterneerd in een kamp in de plaats Perote, terwijl Japanse Mexicanen allen werden gedwongen te verhuizen naar Mexico-Stad of Guadalajara. Mexicanen in Duitsland of de door Duitsland bezette gebieden werden geïnterneerd in Bad Godesberg, de meesten van hen waren diplomaten die niet hadden kunnen terugkeren naar Mexico toen de landen waarin zij gestationeerd waren werden overrompeld door de Wehrmacht. In 1944 kwamen Mexico en Duitsland na bemiddeling door Zweden een gevangenenruil overeen, zodat de meeste gevangenen konden terugkeren naar hun eigen land.

### Eskader 201
De actieve militaire bijdrage van Mexico aan de oorlogsinspanningen was vrij beperkt, hoewel wel een onevenredig groot deel van het Amerikaanse Leger uit Mexicaans-Amerikanen bestond. De bijdrage van Mexico zelf beperkte zich tot het sturen van een eskader van de Mexicaanse Luchtmacht, Eskader 201. Eskader 201 werd geleid door luchtvaartpionier en revolutieveteraan Gustavo Salinas. Het Eskader werd in 1944 naar de Verenigde Staten gestuurd, en nam begin 1945 deel aan missies in de Filipijnen, dat wegens haar koloniale geschiedenis historische banden heeft met Mexico. Eskader 201 nam deel aan de bevrijding van Luzon en vocht later ook in Taiwan.

### Bosques' verzet tegen de Holocaust
De Mexicaanse consul in Marseille in Vichy-Frankrijk Gilberto Bosques vergaarde bekendheid doordat hij duizenden Joden en Spaanse Republikeinen van de Holocaust wist te redden door hen Mexicaanse visa te geven. Na de bezetting van Vichy-Frankrijk door de Wehrmacht in 1942 werden Bosques en zijn medewerkers gearresteerd. In 1944 werden zij vrijgelaten. Bosques heeft als enige Mexicaan van Israël de onderscheiding 'Rechtvaardige onder de Volkeren' gekregen.

## Gevolgen
De Tweede Wereldoorlog betekende voor Mexico vooral een toenadering tot de Verenigde Staten, en het definitieve herstel van de breuk met de Verenigde Staten die was ontstaan tijdens de Mexicaans-Amerikaanse Oorlog en opnieuw verhevigde tijdens de Mexicaanse Revolutie. Zowel Mexico als de Verenigde Staten behoorden tot de oprichtende leden van de Verenigde Naties en de Organisatie van Amerikaanse Staten. In 1947 bracht Ávila Camacho's opvolger Miguel Alemán Valdés als eerste Mexicaanse president een staatsbezoek aan de Verenigde Staten en in hetzelfde jaar bezocht Harry S. Truman, eveneens als eerste Amerikaanse president, Mexico, bij die gelegenheid legde hij een krans bij het monument voor de Mexicaans-Amerikaanse Oorlog van Chapultepec. De Verenigde Staten hadden voor haar oorlogseconomie Mexico hard nodig gehad. Niet alleen waren de Verenigde Staten afhankelijk van de import van olie, industrieproducten, voedsel en medicijnen uit Mexico, maar ook nodigde de Amerikaanse regering Mexicanen uit in de Verenigde Staten om onder het braceroprogramma te komen werken, om zo het tekort aan arbeidskrachten dat was ontstaan doordat een groot deel van de mannelijke beroepsbevolking aan het front was aan te vullen. Andersom betekende toenadering tussen Mexico en de Verenigde Staten betekende dat Mexico weer gewoon olie kon leveren aan de Verenigde Staten, en ook voor veel andere producten waren de Verenigde Staten een welkome afzetmarkt. De sterke economische groei in Mexico van de jaren 40 tot de jaren 70 was dan ook voor een groot deel hier aan te danken.
Ook in Mexico zelf bracht de Tweede Wereldoorlog verzoening. President Ávila Camacho wilde een einde maken aan de onderlinge twisten die het postrevolutionaire Mexico gekend had, en vaardigde amnestie uit voor alle politieke vluchtelingen. Calles kon hierdoor terugkeren uit de Verenigde Staten. Ávila Camacho liet een banket organiseren waarbij alle ex-presidenten aanwezig waren, Calles en Cárdenas verschenen voor het publiek naast elkaar op het balkon.
Een van de langdurigste gevolgen van de Tweede Wereldoorlog voor de Mexicaanse politiek was artikel 145 uit het wetboek van strafrecht, dat 'sociale dissolutie', het verspreiden van 'buitenlandse ideeën', strafbaar stelde. Deze wet was in 1941 aangenomen om de invloed van de asmogendheden in Mexico terug te dringen maar bleef na de Tweede Wereldoorlog gewoon in het wetboek staan, en werd door de regering aangegrepen om politieke tegenstanders op te pakken. De meesten die onder artikel 145 werden veroordeeld waren linkse activisten, die werden veroordeeld voor het maken van propaganda voor de Sovjet-Unie. Pas in 1970 werd het artikel uit het wetboek geschrapt.
Tweede Wereldoorlog ·
Nederland in WO2 ·
België in WO2 ·
nazi-Duitsland ·
 Portaal:Tweede Wereldoorlog